# Harry Forbes
Harry Forbes   (Birmingham, 19 de març de 1913 - Birmingham, gener 1988) fou un atleta anglès, especialista en marxa atlètica, que va competir durant la dècada de 1940.
En el seu palmarès destaca una medalla de plata en la prova dels 50 quilòmetres marxa del Campionat d'Europa d'atletisme de 1946, rere John Ljunggren. Guanyà dos campionats nacionals dels 20 quilòmetres marxa, 1946 i 1947, i un dels 50 quilòmetres, el 1947.

## Millors marques
- 50 quilòmetres marxa. 4h 40' 06" (1947)[1]